# Aubignas
Aubignas település Franciaországban, Ardèche megyében. Lakosainak száma 477 fő (2022. január 1.). Aubignas Alba-la-Romaine, Rochemaure, Saint-Martin-sur-Lavezon, Sceautres és Le Teil községekkel határos.

## Népesség
A település népességének változása:
| Lakosok száma | 208  | 246  | 308  | 379  | 473  | 490  | 469  | 468  | 468  | 477  |
|               | 1968 | 1982 | 1990 | 2006 | 2013 | 2015 | 2017 | 2019 | 2020 | 2022 |